# Kilpennathur
Kilpennathur là một thị xã panchayat của quận Tiruvanamalai thuộc bang Tamil Nadu, Ấn Độ.

## Nhân khẩu
Theo điều tra dân số năm 2001 của Ấn Độ, Kilpennathur có dân số 12.504 người. Phái nam chiếm 50% tổng số dân và phái nữ chiếm 50%. Kilpennathur có tỷ lệ 65% biết đọc biết viết, cao hơn tỷ lệ trung bình toàn quốc là 59,5%: tỷ lệ cho phái nam là 74%, và tỷ lệ cho phái nữ là 56%. Tại Kilpennathur, 12% dân số nhỏ hơn 6 tuổi.